# Тайрелл Маласія
Тайрелл Маласія (нід. Tyrell Malacia; 17 серпня 1999, Роттердам) — нідерландський футболіст кюрасайського походження, захисник англійського клубу «Манчестер Юнайтед» та збірної Нідерландів.

## Клубна кар'єра
З 2008 року перебував у системі «Фейєноорда». 2 грудня 2015 року підписав із клубом свій перший професійний контракт. Дебютував в основному складі у зустрічі Ліги Чемпіонів проти «Наполі», в якому відіграв усі 90 хвилин, а його команда виграла з рахунком 2:1. 13 грудня 2017 року вийшов в основному складі на першу гру в Ередівізі проти «Геренвена».
5 липня 2022 перейшов у «Манчестер Юнайтед», підписавши з англійським клубом чотирирічний контракт. 7 серпня 2022 дебютував за «Манчестер Юнайтед» у матчі Прем'єр-ліги проти «Брайтон енд Гоув Альбіона», вийшовши на заміну Люку Шоу.

## Кар'єра у збірній
Тайрелл Маласія народився в Нідерландах і має кюрасайське коріння. Свій вибір він зробив на користь країни, в якій виріс: виступав за збірні Нідерландів різного віку.

## Статистика сезонів
Станом на 22 серпня 2022 року
| Клуб              | Сезон             | Чемпіонат | Чемпіонат | Кубок країни | Кубок країни | Кубок ліги | Кубок ліги | Єврокубки | Єврокубки | Інші | Інші | Разом | Разом |
| Клуб              | Сезон             | Ігри      | Голи      | Ігри         | Голи         | Ігри       | Голи       | Ігри      | Голи      | Ігри | Голи | Ігри  | Голи  |
| ----------------- | ----------------- | --------- | --------- | ------------ | ------------ | ---------- | ---------- | --------- | --------- | ---- | ---- | ----- | ----- |
| Феєнорд           | 2017/18           | 11        | 0         | 2            | 0            | -          | -          | 1         | 0         | 0    | 0    | 14    | 0     |
| Феєнорд           | 2018/19           | 17        | 3         | 1            | 0            | -          | -          | 1         | 0         | 0    | 0    | 19    | 3     |
| Феєнорд           | 2019/20           | 12        | 0         | 5            | 0            | -          | -          | 4         | 0         | -    | -    | 21    | 0     |
| Феєнорд           | 2020/21           | 26        | 0         | 2            | 0            | -          | -          | 3         | 0         | 2    | 0    | 33    | 0     |
| Феєнорд           | 2021/22           | 32        | 1         | 1            | 0            | -          | -          | 17        | 0         | -    | -    | 50    | 1     |
| Феєнорд           | Разом             | 98        | 4         | 10           | 0            | 0          | 0          | 27        | 0         | 2    | 0    | 137   | 4     |
| Манчестер Юнайтед | 2022/23           | 3         | 0         | 0            | 0            | 0          | 0          | 0         | 0         | -    | -    | 3     | 0     |
| Манчестер Юнайтед | Разом             | 3         | 0         | 0            | 0            | 0          | 0          | 0         | 0         | 0    | 0    | 3     | 0     |
| Усього за кар'єру | Усього за кар'єру | 101       | 4         | 10           | 0            | 0          | 0          | 27        | 0         | 2    | 0    | 140   | 4     |

## Титули і досягнення

### «Феєнорд»
- Володар Кубка Нідерландів (1): 2018
- Володар Суперкубка Нідерландів (2): 2017, 2018

### «Манчестер Юнайтед»
- Володар Кубка Футбольної ліги (1): 2023
- Володар Кубка Англії (1): 2024

### ПСВ
- Чемпіон Нідерландів (1): 2025